# Nesogenes
Nesogenes es un género de plantas con flores perteneciente a la familia Orobanchaceae. Es originario de Australia. Comprende 11 especies descritas y de estas, solo 8 aceptadas.

## Taxonomía
El género fue descrito por Alphonse Pyrame de Candolle y publicado en Prodromus Systematis Naturalis Regni Vegetabilis 11: 703. 1847.    La especie tipo es:  Nesogenes euphrasioides (Hook. & Arn.) A.DC.

## Especies aceptadas
A continuación se brinda un listado de las especies del género Nesogenes  aceptadas hasta mayo de 2014, ordenadas alfabéticamente. Para cada una se indica el nombre binomial seguido del autor, abreviado según las convenciones y usos: 
- Nesogenes africanus G.Taylor
- Nesogenes decumbens Balf.f.
- Nesogenes euphrasioides (Hook. & Arn.) A.DC.
- Nesogenes glandulosus (Scott-Elliot) Mildbr.
- Nesogenes madagascariensis (Bonati) Marais
- Nesogenes orerensis (Cordem.) Marais
- Nesogenes prostrata (Benth.) Hemsl.
- Nesogenes tenuis (Benth.) Marais